# Славица Лучић Копривица
Славица Лучић Копривица (Саница Горња, Кључ, 1. јануар 1952. – Бања Лука, 28. фебруар 2021) је била југословенска и српска падобранка.

## Биографија
Од 1970. била је члан Аеро-клуба „Сарајево“, а наредне године извела је свој први падобрански скок. Током каријере извела је преко 2.000 падобранских скокова и седам пута је била првак СФРЈ у падобранству (1976, 1978, 1979, 1981, 1982, 1983, 1986). Петнаестак пута је освајала титуле на првенствима Републике Српске и Србије. Наступала је за падобранску репрезентацију СФРЈ (1974–1981) и била капитен овог тима. Учествовала је на свјетским првенствима у Солноку, Мађарска (1974), Риму (1976), Загребу (1978). На ваздухопловним балканијадама у Бугарској (1977) и Румунији (1979) освојила је бронзане медаље. Била је наставник и инструктор падобранства. Завршила је Академију ликовних умјетности у Сарајеву и радила као дизајнер и као професор ликовне културе. Добитница је многобројних друштвених признања, међу којима су: плакета „Златни орао“ Ваздухопловног савеза Југославије (1977) и најзначајнија спортска награда Војводине – „Јован Михић Спартак“. Проглашена је најуспјешнијом спортисткињом града Сарајева (1977) и најбољом спортисткињом града Врбаса. Посљедње деценије свог живота провела је у Челинцу. Сахрањена је у Челинцу.